# Poe Dameron
Poe Dameron är en fiktiv karaktär från Star Wars som första gången dyker upp i filmen Star Wars: The Force Awakens. Poe Dameron spelas av skådespelaren Oscar Isaac. Poe Dameron är motståndsrörelsens bäste pilot och var med om förgörelsen av Första ordningens Starkiller base. Dameron blir skickad av motståndsrörelsens general Leia Organa till planeten Jakku för att få information om var Luke Skywalker håller hus. Han får hjälp av en bundsförvant vid namn Lor San Tekka att få en del av en karta. När han är på Jakku och får kartan kommer Första ordningen för att ta samma del av kartan. Dameron blir tillfångatagen av Kylo Ren. Kylo Ren använder kraften för att få information om var kartan befinner sig, eftersom han förstod att Poe sett den. Han får till slut informationen att kartan gömmer sig i en droid av modellen BB. Men Dameron får hjälp av FN-2187 eller Finn att ta sig från stardestroyer-skeppet. Det lyckas fly med en TIE fighter men störtar ner mot Jakku igen. När motståndsrörelsen skulle förgöra Starkiller base var det Poe Dameron som tog ledningen och var den ende  X-wing-pilot som tog sig in till oscillatorn i Starkiller base.